# Arthur Gozzi
Arthur Gottlieb Gozzi, född 1 november 1895 i USA, död 1 oktober 1969, var en amerikansk-svensk cykelledare.
Gozzi var 1925–1928 ledare för IF Thors cykelsektion och bildade 1928 SK Fyrishof, som under hans ledning i flera år var Sveriges främsta cykelklubb. Han tillhörde 1925–1929 Svenska Velocipedförbundets styrelse och var en av initiativtagarna till Osloloppet, som han organiserade de fem år loppet kördes. Hans arrangörstalanger togs även i bruk inom motorsporten, där han var organisatör för flera stora evenemang. Han var som aktiv idrottsman en god löpare och vann Upplands distriktsmästerskap på 5 000 och 10 000 meter samt i terränglöpning. Han var ordförande i Upplands Idrottsförbund 1928.